# Asian Rugby Championship 1974
El Asian Rugby Championship  de 1974 fue la 4.ª edición del principal torneo asiático de rugby.

## Desarrollo

### Grupo A
| Pos. | Equipo        | Encuentros | Encuentros | Encuentros | Encuentros | Tantos  | Tantos    | Tantos     | Puntos Totales |
| Pos. | Equipo        | jugados    | ganados    | empatados  | perdidos   | a favor | en contra | diferencia | Puntos Totales |
| ---- | ------------- | ---------- | ---------- | ---------- | ---------- | ------- | --------- | ---------- | -------------- |
| 1    | Japón         | 3          | 3          | 0          | 0          | 96      | 31        | 65         | 6              |
| 2    | Corea del Sur | 3          | 1          | 0          | 2          | 59      | 48        | 11         | 2              |
| 3    | Hong Kong     | 3          | 1          | 0          | 2          | 43      | 61        | -18        | 2              |
| 4    | Tailandia     | 3          | 1          | 0          | 2          | 37      | 95        | -58        | 2              |

Nota: Se otorgan 2 puntos al equipo que gane un partido, 1 al que empate y 0 al que pierda
| 18 de noviembre | Japón | 20 - 7 | Corea del Sur |  |  |

| 18 de noviembre | Tailandia | 22 - 6 | Hong Kong |  |  |

| 20 de noviembre | Japón | 46 - 6 | Tailandia |  |  |

| 20 de noviembre | Corea del Sur | 9 - 19 | Hong Kong |  |  |

| 22 de noviembre | Japón | 30 - 18 | Hong Kong |  |  |

| 22 de noviembre | Corea del Sur | 43 - 9 | Tailandia |  |  |

### Grupo B
| Pos. | Equipo    | Encuentros | Encuentros | Encuentros | Encuentros | Tantos  | Tantos    | Tantos     | Puntos Totales |
| Pos. | Equipo    | jugados    | ganados    | empatados  | perdidos   | a favor | en contra | diferencia | Puntos Totales |
| ---- | --------- | ---------- | ---------- | ---------- | ---------- | ------- | --------- | ---------- | -------------- |
| 1    | Sri Lanka | 3          | 3          | 0          | 0          | 61      | 13        | 48         | 6              |
| 2    | Singapur  | 3          | 2          | 0          | 1          | 46      | 29        | 17         | 4              |
| 3    | Malasia   | 3          | 1          | 0          | 2          | 38      | 26        | 12         | 2              |
| 4    | Laos      | 3          | 0          | 0          | 3          | 20      | 97        | -77        | 0              |

| 17 de noviembre | Malasia | 31 - 10 | Laos |  |  |

| 17 de noviembre | Sri Lanka | 10 - 4 | Singapur |  |  |

| 19 de noviembre | Malasia | 9 - 7 | Singapur |  |  |

| 19 de noviembre | Sri Lanka | 39 - 3 | Laos |  |  |

| 21 de noviembre | Singapur | 27 - 7 | Laos |  |  |

| 21 de noviembre | Sri Lanka | 12 - 6 | Malasia |  |  |

### Definición 3° puesto
| 23 de noviembre | Corea del Sur | 41 - 0 | Malasia |  |  |

### Final
| 23 de noviembre | Japón | 44 - 6 | Sri Lanka |  |  |

| Bandera de Japón |
| Campeón Japón    |
| Cuarto título    |